# Roland Mortier
Roland Mortier (Gent, 28 december 1920 - 31 maart 2015) was een Belgische wetenschapper die verbonden was aan de Université libre de Bruxelles. Hij kreeg in 1965 de Francquiprijs.
Mortier studeerde romaanse filologie en schreef enkele geschiedkundige publicaties over "grote denkers". Hij ging in 1985 op pensioen.
Hij was lid van de Académie royale de langue et de littérature françaises de Belgique vanaf 1963 en vanaf 1993 corresponderend buitenlands lid van de Franse Académie des Sciences Morales et Politiques.

## Erkentelijkheid
- 1965, Francquiprijs
- 2007, Grand Prix de la Francophonie[4]

- Biblioteca Nacional de España: XX996343
- Bibliothèque nationale de France: cb119169391 (data)
- Digitale Bibliotheek voor de Nederlandse Letteren: mort004
- Gemeinsame Normdatei: 119016788
- International Standard Name Identifier: 0000 0001 1022 724X
- Library of Congress Control Number: n81108370
- Nationale Bibliotheek van Tsjechië: jn20000604082
- Nationale Bibliotheek van Israël: 987007265657405171
- Nederlandse Thesaurus van Auteursnamen: 068070640
- Système universitaire de documentation: 027039358
- Virtual International Authority File: 24605606
- WorldCat: E39PBJqfFT98PmhyJ9PdqCDQbd